# Bitwa pod Pawią
Bitwa pod Pawią – starcie zbrojne, które miało miejsce 24 lutego 1525. Była to decydująca bitwa w toczonych w latach 1494–1559 wojnach włoskich. Siły francuskie zostały pokonane przez armię cesarską.
W październiku 1524 r. w wyniku nowej kontrofensywy wojska francuskie zawładnęły Mediolanem, zaś rozbite wojska cesarskie zamknęły się w Pawii, obleganej przez Francuzów. Po trzech miesiącach oblężenia doczekali się odsieczy, którą przyprowadził markiz Pescary Franciszek d'Avalos. 24 lutego 1525 r. w bitwie pod Pawią wojska francuskie zostały zaatakowane z dwóch stron przez nadchodzące posiłki oraz garnizon Pawii i doznały całkowitej klęski. Sam Franciszek I dostał się do niewoli Karola V. Więziony w Madrycie podpisał tam w styczniu 1526 r. traktat pokojowy, w którym wyrzekł się pretensji do ziem włoskich.

## Przed bitwą
Początek wojen włoskich przypada na rok 1494, gdy władca Francji Karol VIII starał się umocnić panowanie we Włoszech, pokonany został jednak przez ligę hiszpańsko-austriacką, do której dołączyły Anglia i miasta włoskie. Następca Karola Ludwik XII ponowił atak i w roku 1500 zajął Mediolan, starł się też w roku 1504 z Hiszpanami o Neapol. Francuzi toczyli walki z wojskami Maksymiliana I Habsburga oraz króla angielskiego Henryka VIII. Po krwawych bitwach pod Ginegate oraz Novarą 1512-1513 r. zmuszeni jednak zostali do opuszczenia Mediolanu.
Większy sukces odniósł następca Ludwika, Franciszek I, który już na początku swojego panowania odniósł wspaniałe zwycięstwo pod Marignano w roku 1515, ponownie zajmując Mediolan. Nowy władca Habsburgów, Karol V, uznał postanowienia traktatu z Noyon za nieważne i w roku 1521 walki we Włoszech wybuchły na nowo.

## Oblężenie i bitwa
W roku 1525 Franciszkowi I udało się zawrzeć traktat z Państwem Kościelnym, zagrożonym od południa i północy przez państwo Habsburgów. W celu wsparcia papieża Klemensa VII, Franciszek I wysłał przez Alpy armię składającą się z 26 000 żołnierzy (Francuzów, Włochów, Szwajcarów i Niemców) i wstąpił triumfalnie do Mediolanu. Krótko później władca utworzył pierścień oblężenia wokół ważnego strategicznie miasta Pawia, bronionego przez załogę w sile 6000 ludzi. Naprzeciw Francuzom Karol V wyprawił z Pescary armię w sile 23 000 żołnierzy, którzy rozpoczęli atak nocą 23 lutego. Rankiem 24 lutego (w dniu urodzin Karola) po początkowych sukcesach oddziałów francuskich prowadzonych przez admirała Bonniveta, wojskom cesarskim w sile 1500 baskijskich arkebuzerów udało się przeprowadzić niespodziewany atak w kierunku centrum przeciwnika, gdzie znajdował się sam król. Walcząc o życie władcy śmierć poniosło wielu wysokiej rangi francuskich oficerów, m.in. książę La Tremouville, marszałek Jacques de la Palice i marszałek de la Fox. Trafiono także wierzchowca królewskiego, wobec czego monarcha zmuszony był walczyć pieszo. Król nie był jednak w stanie uchronić własnej armii przed klęską i sam dostał się do niewoli.
Straty obu stron: Francuzi 12 000 zabitych, 9000 rannych i jeńców, wojska habsbursko-hiszpańskie 5000 zabitych i 4000 rannych.

## Po bitwie
Pojmany król francuski odesłany został do cesarza do Madrytu, gdzie mimo traktowania go z wielkim szacunkiem zmuszony został w roku 1526 do podpisania układu pokojowego. Traktat gwarantował Karolowi V władzę w Mediolanie, Genui, Księstwie Burgundii i Neapolu. Uwolniony Franciszek I nie uznał podpisanych postanowień pokojowych, które uważał za wymuszone. Walki kontynuowano do roku 1559, kiedy to zawarto pokój w Cateau-Cambrésis.

## Inne ważne bitwy tej wojny
- bitwa pod Marignano
- bitwa pod Rawenną 1512
- bitwa pod Novarą (1513)